# جيرد كريستيانسن
جيرد كريستيانسن (بالنرويجية البوكمول: Gerd Kristiansen)‏ هي نقابية نرويجية، ولدت في 1 أغسطس 1955 في هارستاد في النرويج.

## وصلات خارجية
- جيرد كريستيانسن على موقع IMDb (الإنجليزية)